# Hoje (canção do Camisa de Vênus)
Hoje é uma canção composta por Karl Hummel e Marcelo Nova e gravada nos Estúdios SIGLA e Estúdios Intersom, ambos em São Paulo, pela banda Camisa de Vênus, tendo sido lançada no álbum Batalhões de Estranhos, de julho de 1985. Com o passar do tempo, tornou-se um dos maiores sucessos da banda.

## Regravações
- Biquini Cavadão - No ano de 2001, a banda de pop-rock Biquini Cavadão fez uma releitura desta canção no álbum 80. A música conta com a participação especial do vocalista Egypcio, da banda Tihuana.[5]
- Charlie Brown Jr. - A banda santista de rock Charlie Brown Jr. gravou a canção Hoje no seu álbum Acústico MTV. Para esta canção, a banda contou com a participação especial do Marcelo Nova.[6]
- Bidê ou Balde - Em 2004, a banda gaúcha Bidê ou Balde regravou a canção, que contou com a participação de Marcelo Nova, no álbum É Preciso Dar Vazão aos Sentimentos.[7]